# Erebia zilia
Erebia zilia är en fjärilsart som beskrevs av Moritz Balthasar Borkhausen 1789. Erebia zilia ingår i släktet Erebia och familjen praktfjärilar. Inga underarter finns listade i Catalogue of Life.